# Matías Zaldivia
Matías Ezequel Zaldivia, né le 22 janvier 1991 à San Isidro en Argentine, est un footballeur argentin, qui évolue au poste de défenseur au Universidad de Chile.

## Biographie
Matías Zaldivia évolue en Argentine au Chili.
Il participe à la Copa Libertadores et à la Copa Sudamericana.

## Palmarès
- Vainqueur de la Coupe d'Argentine en 2013 avec l'Arsenal de Sarandi
- Vainqueur de la Coupe du Chili en 2016 avec Colo Colo
- Vainqueur du Campeonato Nacional de Transición du championnat du Chili en 2017 avec Colo Colo
- Vainqueur de la Supercoupe du Chili en 2017 et 2018 avec Colo Colo